# کریژکووی ویزدتس
کریژکووی ویزدتس (به چکی: Křížkový Újezdec) یک منطقهٔ مسکونی در جمهوری چک است که در ناحیه پراگ-شرق واقع شده‌است. کریژکووی ویزدتس ۴٫۸۵ کیلومتر مربع مساحت و ۲۱۳ نفر جمعیت دارد و ۴۴۵ متر بالاتر از سطح دریا واقع شده‌است.